# 圣茹什塔 (阿拉约卢什)
圣茹什塔是葡萄牙埃武拉区的一个堂区。总面积42.9平方公里，总人口226人，人口密度5.3人/平方公里。